# Agnosticisme
Het agnosticisme is de filosofische bedenking dat kennis van (een) hogere macht(en) niet zeker kan zijn, omdat deze niet (met de wetenschappelijke methode) te bewijzen is. Een agnost is iemand die geen overtuiging heeft jegens het wel of niet bestaan van (een) bovennatuurlijk(e) macht(en). In de negentiende eeuw ontstond de term agnosticisme als noemer voor de overtuiging dat de kenbare werkelijkheid geen aanleiding geeft om het bestaan van God te veronderstellen. Een aanhanger van het agnosticisme is een agnost of agnosticus, meervoud agnosten respectievelijk agnostici.

## Etymologie
Het woord is afgeleid van het Griekse gnosis (kennis) met het voorvoegsel a- (niet, on-). Letterlijk is een agnost dus "iemand die geen kennis heeft", die zegt geen kennis te (kunnen) bezitten over de vraag of er een God is of niet.
Het ontstaan van het begrip "agnosticisme" is precies bekend: het werd voor het eerst gebruikt door de bioloog en voorvechter van het darwinistisch denken Thomas Huxley (de grootvader van Aldous Huxley, de schrijver) op een bijeenkomst van de Metaphysical Society in 1869 te Londen. Later legde hij in detail uit wat hij bedoelde met de term, onder andere in het essay Agnosticism (1889); Huxley beschrijft zichzelf als iemand die een redelijk sterke overtuiging heeft dat de vraag of er een God is of niet, "onoplosbaar" is, omdat het antwoord op die vraag volgens hem onkenbaar is.

## Geschiedenis
Het huidige agnosticisme is dus in de 19e eeuw ontstaan. Beroemde agnosten naast Huxley waren Charles Darwin en Bertrand Russell. Russells pamflet Waarom ik geen christen ben (1927) is een klassieke tekst van het agnosticisme. Met Russells theepot (1952) verdedigde hij het standpunt dat religieuze stellingen falsifieerbaar moeten zijn.
De oudst bekende persoon die we een "agnost" zouden kunnen noemen was de Griekse presocraat Xenophanes (ca. 580 - ca. 485 v.Chr.). Hij schreef:

Homerus en Hesiodus hebben aan de goden alle dingen toegeschreven die schandelijk en onterend zijn voor de stervelingen: diefstal, overspel en leugen. De stervelingen menen dat de goden geboren zijn evenals zij, en kleren, een stem en gestalte hebben als zij. . . ja, als de ossen en paarden en leeuwen handen bezaten en kunstwerken konden scheppen, zoals de mensen, zouden de paarden de goden als paarden afbeelden, de ossen daarentegen als ossen. De Ethiopiërs maken hun goden zwart met stompe neuzen; de Thraciërs zeggen dat de hunne blauwe ogen en rood haar bezitten. In werkelijkheid hebben de mensen nooit iets zekers aangaande de goden geweten en zullen dat ook nooit weten. De goden hebben echt niet vanaf het begin alles aan de stervelingen geopenbaard, maar mettertijd vinden mensen zoekend het betere.

Als een andere oude agnost wordt wel Protagoras (ca. 490 - ca. 420 v.Chr.) gezien, een van de sofisten. Hij achtte het onmogelijk om het bestaan van de goden te bewijzen. Een bekend citaat van Protagoras is: Van de goden weet ik niets: niet dat ze bestaan en evenmin dat ze niet bestaan.

## Verschil met atheïsme
Atheïsme is afwezigheid van een geloof in een god. Agnosticisme heeft geen betrekking op het geloof in een god, maar op de mogelijkheid om het bestaan of niet-bestaan van een god te kennen. Deze begrippen sluiten elkaar niet uit. Iemand kan vinden dat hij niet voldoende kennis over het wel of niet bestaan van een god heeft, en tegelijkertijd geen geloof in een god hebben: een agnostisch atheïst. Iemand anders kan een agnost zijn, maar terdege geloven in een god: een agnostisch theïst.

Tegelijkertijd kan een agnosticus vinden dat het bestaan van God, hoewel niet onmogelijk, zeer onwaarschijnlijk is; hij kan het zelfs zo onwaarschijnlijk vinden dat het niet de moeite waard is dit in de praktijk te overwegen. In dat geval is hij niet ver verwijderd van atheïsme.

Een voorbeeld van een agnostische atheïst is Robert Flint, een voorbeeld van een agnostische theïst is de filosoof Søren Kierkegaard. Søren Kierkegaard geloofde dat het feitelijk onmogelijk was om kennis van god te hebben en dat mensen die theïsten willen zijn, dus moeten geloven: 

"Als ik  in staat ben om God objectief te benaderen, geloof ik niet, maar juist omdat ik dit niet kan, moet ik geloven."
— Søren Kierkegaard

Een andere vorm van het agnosticisme is het apatheïsme (een samentrekking van apathie en theïsme): apatheïsten stellen zich de vraag over het bestaan der goden niet.
Soms maakt men nog een onderscheid tussen zwakke en sterke agnosten. Een zwakke agnost beweert niet te weten of God bestaat. Een sterke agnost beweert niet alleen dat hij niet weet of God bestaat, maar dat bovendien niemand dat kan weten.